# دائرة العطاف
دائرة العطاف إحدى دوائر ولاية عين الدفلى الجزائرية. عاصمتها هي العطاف وتضم بلديات: 
- العطاف
- تيبركانين

## الشؤون الدينية

### المساجد
تحتوي هذه الدائرة على العديد من المساجد التي تشرف عليها مديرية الشؤون الدينية والأوقاف لولاية عين الدفلى تحت وصاية وزارة الشؤون الدينية والأوقاف.
- المسجد العتيق
- مسجد القدس
- مسجد السلام
- مسجد خالد بن الوليد
- مسجد فاطمة الزهراء
- مسجد صلاح الدين الأيوبي
- مسجد عبد الرحمن بن عوف
- مسجد الرحمن
- مسجد النور
- مسجد الفرقان

### الزوايا
- «زاوية سيدي محمد بلجيلالي» بتيبركانين.[1]